# 합천 역대영재VS여자정상 연승대항전
역대영재VS여자정상 연승대항전은 하찬석국수배 영재바둑등을 후원하는 합천군이 신설한 바둑대회이다. 역대영재팀은 역대 하찬석국수배 우승자 5명이 한팀을, 여자정상팀은 여자랭킹 1~5위가 한 팀을 이뤄 연승대항전으로 자웅을 겨룬다.

## 상금 배분
- 우승 상금 : 2천만원, 준우승 상금 : 5백만원

## 대국 방식
양측은 5명씩 팀을 이뤄 연승전으로 대결을 펼친다. 질때까지 상대를 바꿔가며 대결해 나가는 방식이다.
대국 시간 규정
- 제한 시간 : 1시간
- 초읽기 : 40초 3회

## 역대영재VS여자정상 연승대항전
| 회수 | 연도 | 우승     | 준우승   | 전적 |
| ---- | ---- | -------- | -------- | ---- |
| 1    | 2019 | 여자정상 | 역대영재 | 5:4  |
| 2    | 2020 | 역대영재 | 여자정상 | 5:3  |
| 3    | 2021 | 역대영재 | 여자정상 | 5:2  |

### 제1회
| 대국 | 날짜            | 승자        | 패자        | 결과       |
| ---- | --------------- | ----------- | ----------- | ---------- |
| 1    | 2019년 5월 3일  | 박종훈 三단 | 김혜민 九단 | 백 불계승  |
| 2    | 2019년 5월 5일  | 박종훈 三단 | 오정아 四단 | 흑 불계승  |
| 3    | 2019년 5월 18일 | 김채영 五단 | 박종훈 三단 | 흑 불계승  |
| 4    | 2019년 5월 26일 | 박현수 三단 | 김채영 五단 | 백 불계승  |
| 5    | 2019년 6월 1일  | 박현수 三단 | 오유진 六단 | 흑 불계승  |
| 6    | 2019년 6월 2일  | 최정 九단   | 박현수 三단 | 흑 불계승  |
| 7    | 2019년 6월 3일  | 최정 九단   | 문민종 二단 | 흑 불계승  |
| 8    | 2019년 6월 4일  | 최정 九단   | 박상진 四단 | 흑 2.5집승 |
| 9    | 2019년 6월 5일  | 최정 九단   | 설현준 五단 | 흑 불계승  |

결과 : 여자정상팀 우승

### 제2회
| 대국 | 날짜            | 승자        | 패자        | 결과       |
| ---- | --------------- | ----------- | ----------- | ---------- |
| 1    | 2020년 6월 26일 | 현유빈 二단 | 조혜연 九단 | 백 불계승  |
| 2    | 2020년 6월 30일 | 조승아 三단 | 현유빈 二단 | 백 불계승  |
| 3    | 2020년 7월 1일  | 문민종 二단 | 조승아 三단 | 흑 불계승  |
| 4    | 2020년 7월 7일  | 김채영 六단 | 문민종 二단 | 백 0.5집승 |
| 5    | 2020년 7월 8일  | 박현수 三단 | 김채영 六단 | 흑 불계승  |
| 6    | 2020년 7월 14일 | 오유진 七단 | 박현수 三단 | 백 0.5집승 |
| 7    | 2020년 7월 15일 | 박종훈 四단 | 오유진 七단 | 흑 불계승  |
| 8    | 2020년 7월 21일 | 박종훈 四단 | 최정 九단   | 흑 불계승  |

결과 : 역대영재팀 우승(설현준 五단은 출전하지 않음)

### 제3회
| 대국 | 날짜            | 승자        | 패자        | 결과       |
| ---- | --------------- | ----------- | ----------- | ---------- |
| 1    | 2021년 6월 29일 | 조승아 三단 | 이연 三단   | 흑 0.5집승 |
| 2    | 2021년 6월 30일 | 조승아 三단 | 현유빈 四단 | 백 불계승  |
| 3    | 2021년 7월 5일  | 문민종 四단 | 조승아 三단 | 흑 0.5집승 |
| 4    | 2021년 7월 6일  | 문민종 四단 | 오정아 五단 | 흑 불계승  |
| 5    | 2021년 7월 12일 | 문민종 四단 | 김혜민 九단 | 백 4.5집승 |
| 6    | 2021년 7월 13일 | 문민종 四단 | 김채영 六단 | 백 불계승  |
| 7    | 2021년 7월 26일 | 문민종 四단 | 오유진 七단 | 흑 불계승  |

결과 : 역대영재팀 우승(박종훈 五단, 박현수 四단은 출전하지 않음)

### 같이 보기
- 하찬석 국수배 영재바둑대회